# Houston Stackhouse
Houston Stackhouse (28 septembre 1910 – 23 septembre 1980) fut un guitariste et chanteur de blues américain . Il est connu pour son travail avec le bluesman Robert Nighthawk. Bien qu'il ne fut pas un guitariste ou un chanteur remarquable, Nighthawk montra sa gratitude pour lui avoir enseigné la guitare en l’accompagnant sur des enregistrements à la fin des années 1960. Excepté une tournée en Europe à la fin des années 1960, Stackhouse est resté surtout un musicien jouant dans le Mississippi.

## Biographie
Houston Stackhouse, de son vrai nom Houston Goff, naît le 28 septembre 1910 à Wesson dans l'État du Mississippi. Il est le fils de Garfield Goff mais est élevé par James Wade Stackhouse à la plantation Randall Ford. Stackhouse ne connaîtra ses origines que bien plus tard lorsqu'il demandera un passeport.
Après avoir déménagé avec sa famille à  Crystal Springs, Mississippi dans le Mississippi, il commence à écouter les disques de Blind Blake, Blind Lemon Jefferson et Lonnie Johnson. À la fin des années 1930, Stackhouse a déjà joué de la guitare dans les états du Delta du Mississippi et travaillé avec le groupe des Mississippi Sheiks ainsi qu'avec Robert Johnson, Charlie McCoy et Walter Vinson.  Il a aussi joué avec Robert Nighthawk qui est de ses cousins éloignés à qui il a appris la guitare Admirateur de Tommy Johnson, Stackhouse a souvent repris les chansons de celui-ci. En 1946, Stackhouse part pour Helena dans  l'Arkansas pour vivre prés de Nighthawk et pour faire partie du groupe de celui-ci.
Il quitte le groupe en 1947 et avec le batteur James "Peck" Curtis, le guitariste Joe Willie Wilkins, le pianiste Pinetop Perkins et  Robert Traylor joue pour le programme de la station de radio KFFA nommé King Biscuit Time. Sonny Boy Williamson II rejoint le groupe qui se produit le long du delta, utilisant la radio pour annoncer leurs concerts.
Stackhouse a aussi pour élèves Jimmy Rogers et Sammy Lawhorn. Entre 1948 et 1954, Stackhouse travaille comme ouvrier agricole dans une plantation et joue du blues durant son temps libre. Il ne quitte pas le sud des États-Unis et continue de jouer localement durant les années 1960 avec Frank Frost, Boyd Gilmore et Baby Face Turner. En mai 1965, Sonny Boy Williamson II, appelle Stackhouse pour un enregistrement en concert par Chris Strachwitz pour Arhoolie Records.  L'enregistrement sort sous le nom de  Williamson, intitulé King Biscuit Time. Peu de temps après, Williamson meurt mais  Stackhouse continue à jouer pour le programme de radio de nouveau avec Nighthawk.
En 1967, George Mitchell enregistre Stackhouse à Dundee, Mississippi. Curtis et Nighthawk l'accompagnent et le groupe prend le nom de the Blues Rhythm Boys. Un nouvel enregistrement de Stackhouse est réalisé par le musicologue David Evans à Crystal Springs. En 1970, Stackhouse déménage à Memphis dans le Tennessee. Il s'installe chez son ami Joe Willie Wilkins et sa femme Carrie. Lors du Blues revival des années 1960, Stackhouse fait des tournées avec  Wilkins et le Memphis Blues Caravan et se produit à de nombreux festivals de musique. En février 1972, Stackhouse enregistre un album intitulé Cryin' Won't Help You. En 1976, il est en tournée en Europe et joue à Vienne, en Autriche. Il retourne ensuite vivre à Helena, où il meurt en septembre 1980 à l'âge de 69 ans.

## Discographie

### Albums
- Cryin' Won't Help You (1972, re-issued 1994) - Genes Records[5]

### Compilations
- Masters of Modern Blues Volume 4 - Robert Nighthawk and Houston Stackhouse (1967, re-issued 1994) - Testament Records[3],[6]
- Big Road Blues (1999) - Wolf Records[7]

## Liens Externes
- Images of Stackhouse